# Goose Creek (Carolina del Sud)
Goose Creek è una città di 39.064 abitanti degli Stati Uniti d'America situata nella contea di Berkeley nello Stato della Carolina del Sud.